# Sicut dudum
Sicut dudum (Há pouco tempo) é uma bula papal promulgada pelo Papa Eugênio IV em Florença em 13 de janeiro de 1435, que proibia a escravização de nativos locais nas Ilhas Canárias que haviam se convertido ou se estavam convertendo ao cristianismo. O Sicut dudum foi criado para reforçar a Creator Omnium, emitida no ano anterior, condenando invasões portuguesas em busca de escravos nas Ilhas Canárias.

## Pano de fundo

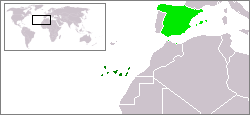
Localização das Ilhas Canárias

O cristianismo havia conquistado muitos convertidos nas Ilhas Canárias no início dos anos 1430. A propriedade das terras havia sido objeto de disputa entre Portugal e o Reino de Castela. A falta de controle efetivo resultou em ataques periódicos às ilhas para obter escravos. Atuando em uma queixa de Fernando Calvetos, bispo das ilhas, papa Eugênio IV emitiu uma bula papal, Creator omnium, em 17 de dezembro de 1434, anulando a permissão anterior concedida a Portugal para conquistar aquelas ilhas ainda pagãs. Eugênio excomungou qualquer um que escravizasse os cristãos recém-convertidos, a penalidade de permanecer até que os cativos fossem restaurados à sua liberdade e posses.

## Sicut dudum
Os ataques em busca de escravos continuaram nas ilhas durante 1435 e Eugênio emitiu um novo decreto (Sicut dudum) que afirmava a proibição da escravidão dos Guanches  e ordenava, sob pena de excomunhão, que todos esses escravos fossem imediatamente libertados: 
 Ordenamos e ordenamos a todos e a cada um dos fiéis de cada sexo, no espaço de quinze dias após a publicação dessas cartas no local em que vivem, que restaurem à sua liberdade anterior todas e cada pessoa de ambos os sexos que já foram residentes das referidas Ilhas Canárias, e fizeram cativos desde o momento da sua captura e que foram sujeitos à escravidão. Essas pessoas devem ser total e perpetuamente livres, e devem ser deixadas ir sem a exação ou recepção de dinheiro. 
 Eugênio continuou dizendo que: " Se isso não for feito quando os quinze dias tiverem passado, eles incorrem na sentença de excomunhão pelo ato em si, da qual não podem ser absolvidos, exceto no momento da morte, mesmo pela Santa Sé, ou por qualquer bispo espanhol, ou pelo mencionado Fernando, a menos que primeiro tenham dado liberdade a essas pessoas em cativeiro e restaurado seus bens". A referência específica aos bispos espanhóis e ao bispo Ferdinand de San Marcial del Rubicón, em Lanzarote, sugere que os portugueses não foram os únicos envolvidos em invasões em busca de  escravos nas Canárias.
Joel S. Panzer, historiador católico, vê o Sicut dudum como uma condenação significativa à escravidão, emitida sessenta anos antes dos europeus encontrarem o Novo Mundo. Contudo, a bula tinha o objetivo bem definido de proteger os cristãos recentemente convertidos das ilhas contra a escravização por outros cristãos, e nada tinha a ver com o comércio de escravos transatlântico, que ainda não existia à data. Várias bulas papais existiram apoiando  e aprovando a escravatura. 
Eugene temperou Sicut dudum com outra bula (15 de setembro de 1436) devido às reclamações feitas pelo rei Duarte de Portugal, que permitiram aos portugueses conquistar qualquer parte não convertida das Ilhas Canárias. O rei sugeriu que Portugal fosse autorizado a evangelizar e civilizar as ilhas, pois outras pessoas menos respeitáveis dificilmente prestariam atenção ao pontífice. A fraqueza política obrigou o papado renascentista a adotar uma posição aquiescente e incontestável quando abordado por pedidos de privilégios a favor desses empreendimentos. Sem uma marinha própria para policiar as ilhas, o papa optou a favor dos portugueses como o menor dos dois males.
Em 1476, o Papa Sisto IV reiterou as preocupações expressas em "Sicut dudum" na sua bula papal Regimini gregis, na qual ameaçava excomungar todos os capitães ou piratas que escravizassem os cristãos. [carece de fontes?]